# Gordon Carpenter
Gordon "Shorty" Carpenter (Ash Flat, 24 september 1919 – Lakewood, 8 maart 1988) was een Amerikaans basketballer. Hij won met het Amerikaans basketbalteam de gouden medaille op de Olympische Zomerspelen 1948.

## Carrière
Carpenter speelde collegebasketbal voor de Arkansas Razorbacks van 1940 tot 1943. Carpenter speelde voor de Phillips 66ers en de Denver Chevrolets, hij werd zes keer op rij kampioen met de 66ers. Tijdens de Olympische Spelen speelde hij 6 wedstrijden, inclusief de finale tegen Frankrijk. Gedurende deze wedstrijden scoorde hij 35 punten.
Hij was naast speler ook werkzaam als coach voor de Denver Chevrolets. Ook was hij coach van het Amerikaanse team dat zilver won tijdens het Wereldkampioenschap basketbal 1950. Hij was tevens als scheidsrechter actief in het collegebasketbal.

## Erelijst
- Olympische Spelen 1948
- AAU-kampioen: 1943, 1944, 1945, 1946, 1947, 1948
- AAU All-American: 1943, 1944, 1945, 1946, 1947, 1950
- Arkansas Sports Hall of Fame[2]
- Helms Athletic Hall of Fame

11 Lew Beck · 
12 Ralph Beard · 
15 Alex Groza · 
23 Cliff Barker · 
24 Ray Lumpp · 
26 Kenny Rollins · 
27 Wallace Jones · 
30 Vince Boryla · 
33 Don Barksdale · 
55 Jesse Renick · 
66 Gordon Carpenter · 
77 Jackie Robinson · 
90 Bob Kurland · 
99 Robert Pitts · 
Coach Bud Browning